# 長谷川–三間方程式
長谷川–三間方程式（はせがわ みま ほうていしき、Hasegawa–Mima Equation）は、磁化されたプラズマの不均一な境界面に沿って伝播する局所的な波であるドリフト波を表す非線型方程式である。1978年にベル研究所在職中の長谷川晃（大阪大学名誉教授）と三間圀興（大阪大学名誉教授）によって初めて導かれた。

## 概要
ドリフト波を表す非線型方程式である長谷川–三間方程式を以下に示す。
{\displaystyle {\frac {\partial }{\partial t}}(\nabla _{\perp }^{2}\phi -\phi )-(\nabla \phi \times {\widehat {z}})\cdot \nabla \left\{\nabla _{\perp }^{2}\phi +\ln \left({\frac {B_{0}}{n_{0}}}\right)\right\}=0}
ここで、{\displaystyle \phi }は場の静電ポテンシャル、{\displaystyle B_{0}}は磁束密度、{\displaystyle n_{0}}はプラズマ密度を表し、{\displaystyle \nabla _{\perp }}は磁場方向（{\displaystyle z}）に垂直な面の微分オペレータを表す。